# 陈达恒
陈达恒（1951年6月—），男，汉族，江西万载人，中华人民共和国政治人物，曾任江西省人民政府副省长，第十二届全国人民代表大会江西地区代表。

## 生平
陈达恒毕业于中央党校世界经济专业。1969年加入中国共产党。2008年起担任全国人大代表。2013年，担任江西省人大常委会党组副书记。